# Любуська земля

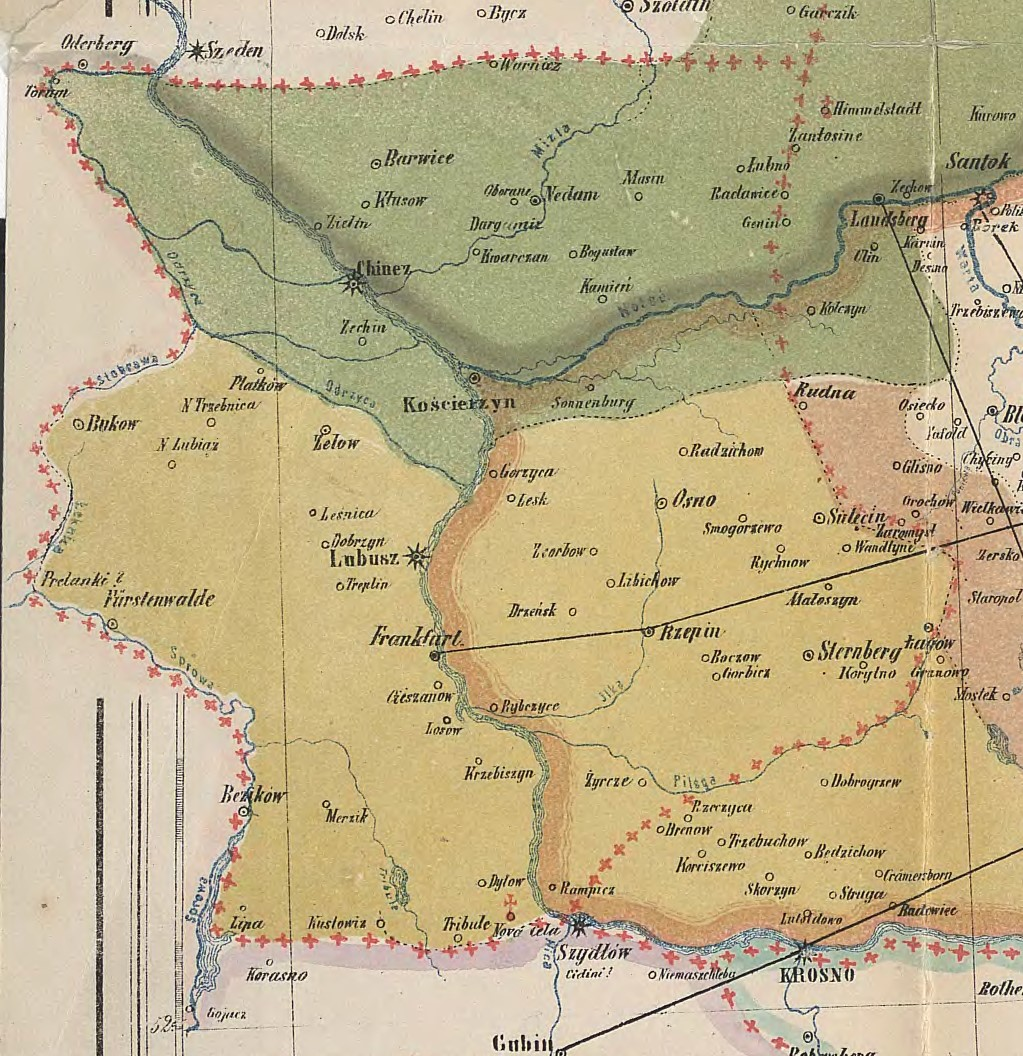
Любуська земля за правління П'ястів (жовтий)

Любуська земля (пол. Lubusz, ziemia lubuska, нім. Land Lebus, чеськ. Lubušsko) — історична область у Польщі й Німеччині по обидва боки Одри.
Спочатку це була земля проживання лютицького племені любушан. Це болотиста місцевість, розташована на схід від Бранденбурзького маркграфства, на захід від Великопольщі, на південь від Померанії та на північ від Сілезії.

## Історія

### Польське королівство

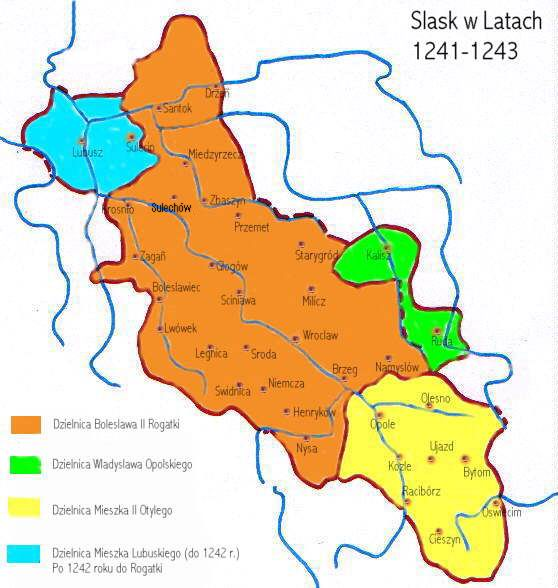
Любуська земля (блакитна) в Сілезькому князівстві 1242 року

Коли в 928 році Генріх I Птахолов перетнув Ельбу для завоювання лютичів, то він не підкорив любушан, що жили за Шпрее. Польський князь Мешко I (~960-992) або успадкував цю землю, або завоював її на початку свого правління. За Відукіндом Корвейським, Мешко на початку свого правління панував над плем'ям «Licicaviki», яке в даний час ототожнюється саме з любушанами. Після смерті Мешко всю країну успадкував його син Болеслав I Хоробрий. Коли в 983 році в результаті слов'янського повстання німці втратили Північну марку, то князь Болеслав і імператор Оттон III в 991 році в Кведлінбурзі домовилися спільно завоювати лютицькі землі, що лишилися. Оттон атакував із заходу, а Болеслав — зі сходу, але успіху вони не досягли; навпаки, наступник Оттона — Генріх II Святий — під час конфлікту за лужицьку марку уклав союз з лютичами і постійно атакував Болеслава.
Любуська земля залишилася під польською владою навіть після того, як у 1031 році король Мешко II був змушений відмовитися від щойно завойованої лужицької марки і визнати сюзеренітет імператора Конрада II. У 1125 році король Болеслав III Кривоустий заснував Любуське єпископство, підпорядковане Гнезненському архієпископству, однак підпорядкованість цього єпископства з самого початку стала оскаржуватися потужним Магдебурзьким архієпископством.
Коли 1163 року Сілезьке князівство було передано синам Владислава II Вигнанця, то Любуську землю разом з іншими територіями отримав старший з них — Болеслав I Довготелесий. Пізніше Любуська земля залишалася під владою Сілезький П'ястів; в 1206 році князь Генріх I Бородатий підписав угоду з польським князем Владиславом III Тонконогим про обмін Любуської землі на Каліський регіон, однак угода не відбулася: повстав правитель Калішу Владислав Одонич (племінник Владислава III), а лужицький маркграф Конрад II скористався ситуацією для вторгнення в Любуську землю. В 1248 князівство Сілезія було розділено між синами Генрика II Побожного, і Любуська земля дісталася Болеславу II Лисому. У тому ж році Болеслав продав Любуську землю магдебурзькому архієпископу Вільбранду фон Кефернбургу як секулярне володіння, і в підсумку вона потрапила в Бранденбурзьке маркграфство.

### Маркграфство Бранденбург

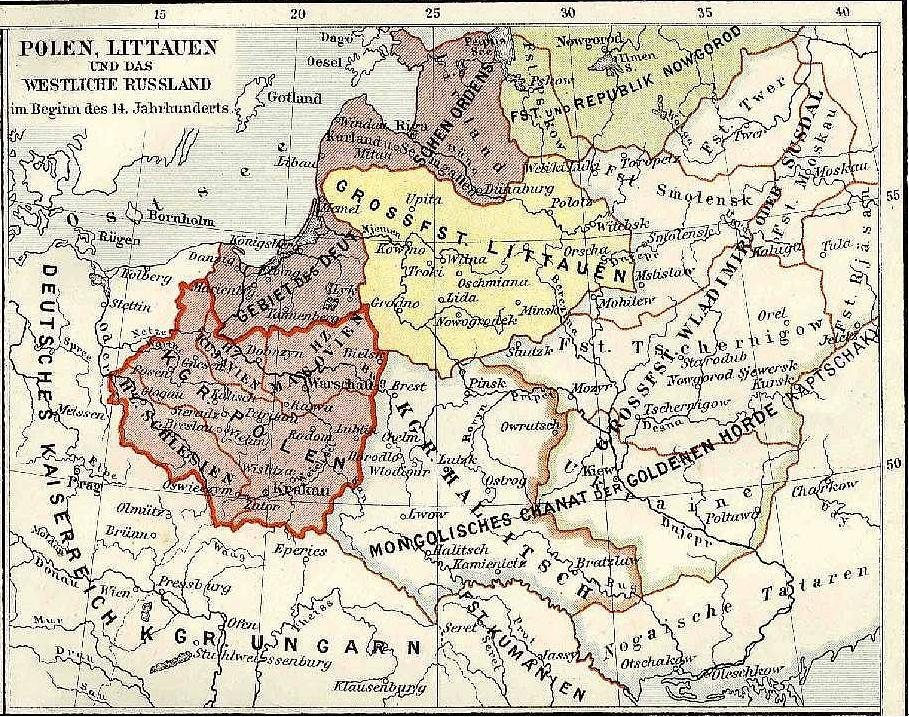
Польща (окреслена червоним кольором) після втрати Любуської землі, на початку XIV століття

Хоча в якості секулярного володіння Любуська земля була повністю відокремлена від Сілезії, відповідно до канонічного права Лебуська дієцезія, в який входила практично вся Любуська земля, залишався в підпорядкуванні у Гнезненської митрополії. Тим часом магдебурзькі маркграфи продовжували інкорпорувати Любуську землю в Нову марку, яка розширювалася на північний схід, до кордонів Померанії, увібравши в себе в 1296 році Сантокське кастелянство.
Лебуські єпископи намагалися підтримувати зв'язок з Польщею, і в 1276 році перемістили свою резиденцію на східний берег Одри, в Ґужицю, яка була єпископським володінням. Коли 1320 року припинилася магдебургская гілка Асканіїв, то польський король Владислав Локетек побачив в цьому свій шанс, і в союзі з єпископом Стефаном II вторгся в Нову марку. Однак глава світської влади в Любуській землі — Еріх Вулковський — підтримав нового маркграфа Людвіга V з династії Віттельсбахів, 1325 року вторгся в єпископські володіння, розграбував їх і спалив Ґужицький кафедральний собор. Єпископ Стефан утік у Польщу.
У 1354 році єпископ Генріх Бенч прийшов до угоди з маркграфом Людвігом VI, і йому були повернуті єпископські володіння. Єпископський престол повернувся в Лебус, був побудований новий кафедральний собор. У 1373 дієцезія піддалася розграбуванню з боку чеської армії, коли імператор Карл IV відібрав Бранденбурзьке маркграфство від Віттельсбахів. Резиденція єпископа була переміщена в Фюрстенвальде.
У 1424 році Лебуське єпископство перейшло в підпорядкування Магдебурзькій архидієцезії, остаточно порвавши зв'язки з Гнезненською церковної провінцією. У 1518 році єпископ Дітріх фон Бюлов придбав секулярне володіння Бєсков-Шторков, яке в світському плані було васалом Богемської корони, а в духовному входило до складу Мейсенської дієцезії; замок в Бєскові став новою єпископською резиденцією. Коли в 1547 році під час Шмалькальденської війни єпископ Георг фон Блюменталь спробував набрати війська, щоб приєднатися до імперських католицьких сил, то його васали з Бєскова відмовилися допомогти йому в цьому.
В 1555 єпископство було секуляризоване і перетворилося в лютеранську дієцезію. У 1575 році імператор Фердинанд I передав Бєсковський феод Бранденбургу. У 1598 року правитель Бранденбурга Йоахім III Фрідріх став курфюрстом Священної Римської імперії, і зв'язки Любуської землі з Польщею були надовго перервані.

### У складі Польщі та Німеччини
Довгий час Любуська земля була частиною Пруссії, а згодом — Німеччини. У 1945 році, коли була встановлена межа по Одеру — Нейсе між Польщею і НДР, велика частина Любуської землі повернулася до складу Польщі, однак її історичний центр Лебус, а також міста Фюрстенвальде і Франкфурт-на-Одері залишилися на німецькій території.